# Maia (déesse romaine)
Pour les articles homonymes, voir Maïa.
Maia est une déesse romaine de la fertilité et du printemps ; elle fait partie des divinités primitives de Rome (les di indigetes). Elle s'identifie à la Terre.

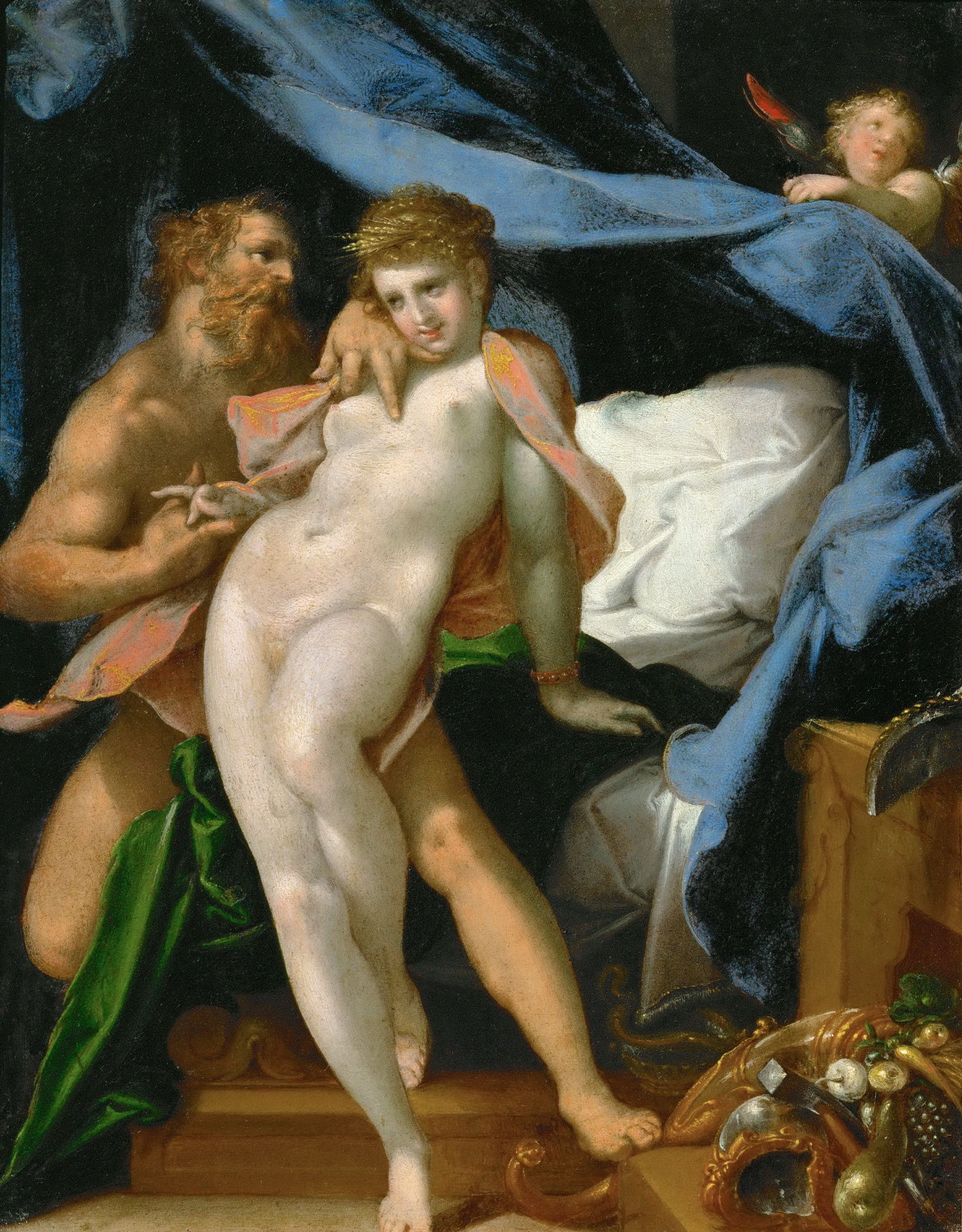
Vulcain et Maia (Bartholomeus Spranger, 1585)

Le nom de Maia est lié à celui du mois de mai ; l'un et l'autre nom se réfèrent à la croissance des végétaux (latin maius = "plus grand").
D'après Macrobe (Saturnales 1, 18-19), qui se réfère à Cincius (auteur de Fastes), le mois de mai doit son nom à Maia, épouse du dieu du feu Vulcain. Cette tradition peut être liée au sacrifice offert à Maia, aux calendes de mai, par les flamines de Vulcain. Selon d'autres auteurs, tel Pison, l'épouse de Vulcain s'appelle Majesta, non Maia. Ovide prétend que c'est une autre Maïa, amante de Jupiter et mère de Mercure, qui a inspiré le nom du mois de mai.
Maia personnifie et favorise l'accroissement des choses vivantes, en particulier le développement des végétaux (la poussée de la sève). Les Romains l'ont parfois assimilée à Bona Dea, la « Bonne déesse », la considérant comme la forme de cette déesse qu'on adore au mois de mai. On l'assimile à la Fécondité et à la déesse Terre, à laquelle les flamines de Vulcain offraient le sacrifice d'une truie pleine (tout comme à Maia).
Dans la mythologie grecque, Maïa est également le nom d'une Pléiade, qui enfanta, de Zeus-Jupiter, le dieu Hermès-Mercure. L'homonymie est fortuite et cette Maïa-là, qui est l'épouse de Zeus et la mère d'Hermès, n'a aucun rapport avec la Maia romaine déesse de la fertilité et du printemps.

## Attribut de Maïa
Maïa semble avoir pour attribut la Terre.